# الطفل (فلم)
الطفل (بالإنجليزية: The Kid) هو فيلم كوميدي تم إنتاجه في الولايات المتحدة سنة 2000. الفيلم من إخراج جون تيرتلتوب.

## طاقم التمثيل
- بروس ويليس
- إيميلي مورتيمير
- ليلي توملن

## الميزانية والإيرادات
بلغت تكلفة إنتاج الفيلم حوالي 65,000,000 دولار بينما حقق أرباحا تقدر بـ 110,317,580 دولار.

## روابط خارجية
- مقالات تستعمل روابط فنية بلا صلة مع ويكي بيانات